# Camp de la Fontaine du Berger

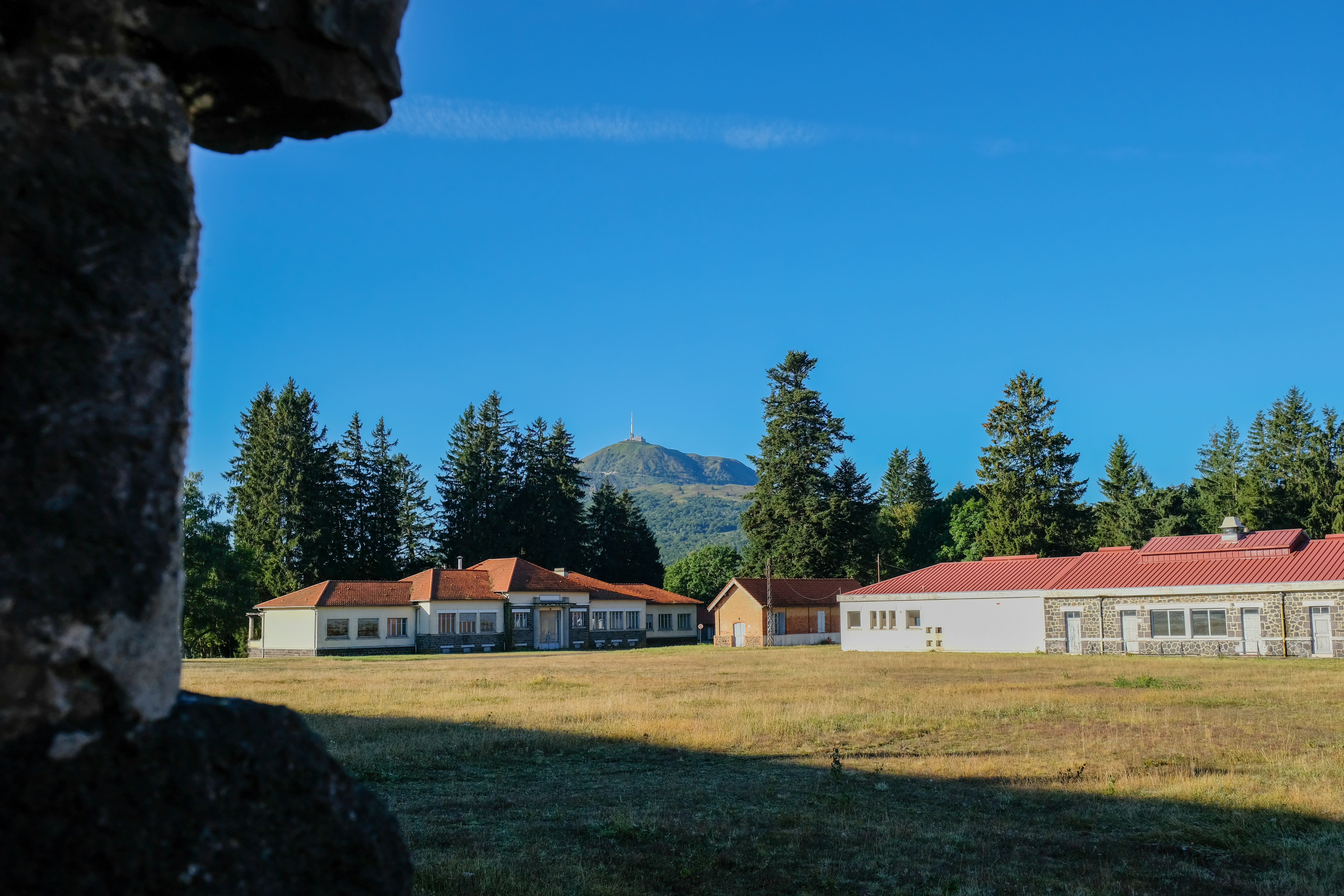
Place d'armes du camp de la Fontaine du Berger (mess des officiers et Puy-de-Dôme en fond, cuisine et réfectoire sur la droite)

Le camp de la Fontaine du Berger est un ancien camp d'entraînement militaire français, situé sur la commune d'Orcines (Puy-de-Dôme). Il est composé de deux parties, une dite "ancienne" d'une superficie de 7.2 ha et une seconde, située de l'autre côté de la route départementale D941 construite en 1917 à la suite de la saturation du camp.

## Historique

### Création
La décision d’implantation du camp à la Fontaine du Berger intervient en 1874. Le site est choisi pour son emplacement idéal, situé sur un vaste plateau et bordé par les puys environnants qui permettent le bon déroulement des exercices de tir. Sa proximité avec la ville de Clermont-Ferrand à une dizaine de kilomètres, la gare de Durtol et la route sont autant d’arguments jouant également en sa faveur. Le 26 juillet 1874, un syndicat regroupant des habitants de la commune d’Orcines est créé. Il exerce un rôle d’intermédiaire entre l’armée et les habitants lors des échanges portant sur l’emplacement du camp ou encore sur les dédommagements financiers liés à l’achat de parcelles. L’emprise militaire, d’une superficie totale de plus de sept hectares (voir annexe 03), est finalement créée par Jean Louis Léon Dumas de Champvallier (1825-1891), directeur de l’artillerie de Clermont-Ferrand en cette fin d’année 1874. Le bâti se limite alors à quelques baraquements en bois, destinés pour certains aux hommes du rang, pour d’autres aux supérieurs.

### Usages et évolutions

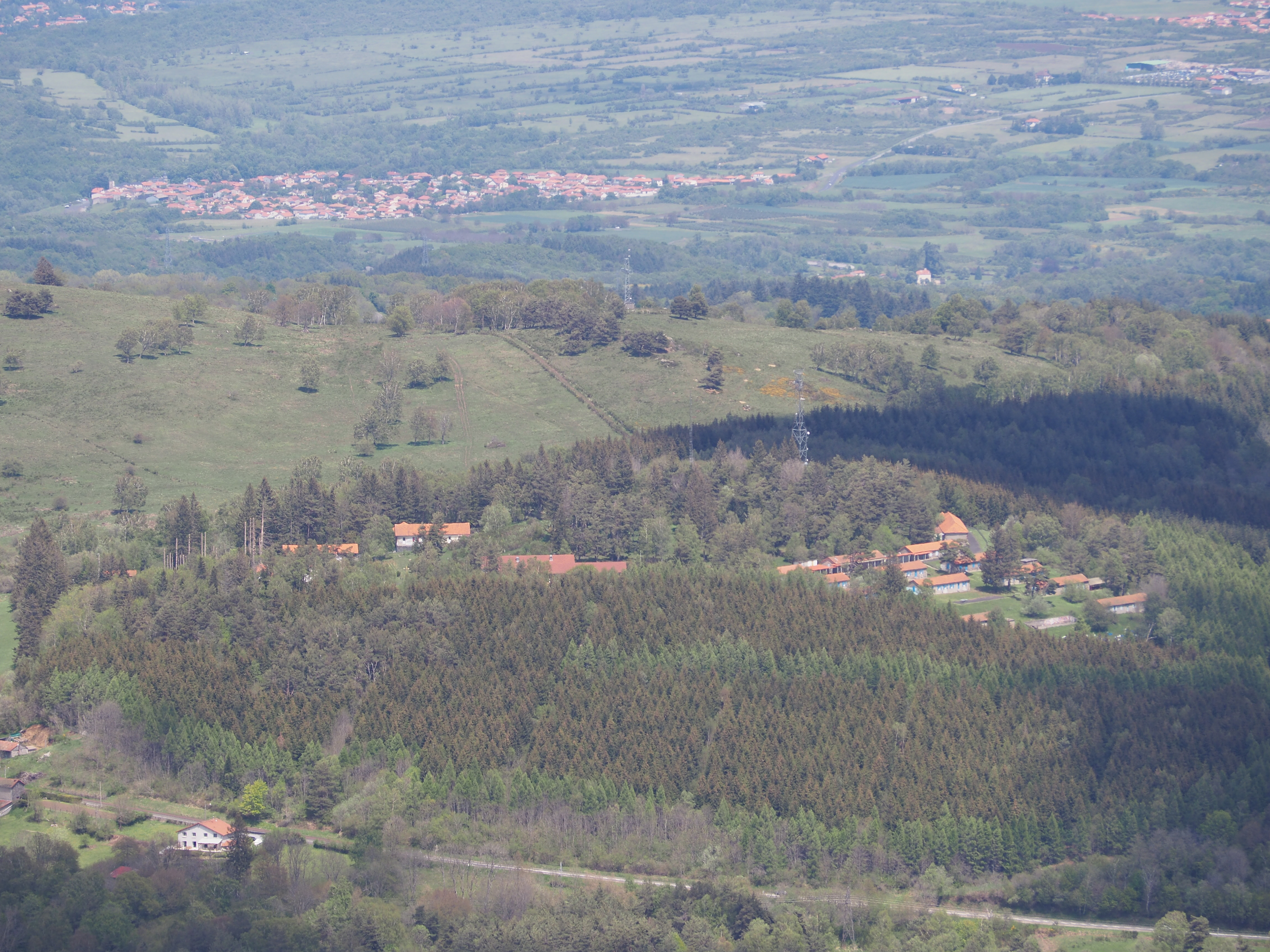
Vue depuis le Puy de Dôme sur la partie récente du camp (transformée en colonie de vacances).

Outre les entraînements militaires, le camp est également utilisé à des fins d’expérimentation. En 1876, le général Dumas de Champvallier publie une note dans les comptes rendus de l’Académie des Sciences concernant l’installation d’une ligne télégraphique entre l’École d’artillerie et le camp. Longue de quatorze kilomètres, elle emploie un téléphone ordinaire petit modèle et participe en tant qu’expérience au développement de la téléphonie. 

Vingt ans après, en 1896, une seconde expérience a lieu au sein du camp, concernant cette fois le canon de 75. Le général Percin s’y installe plusieurs semaines avec quelques officiers pour développer un règlement de tir « simple et précis ».

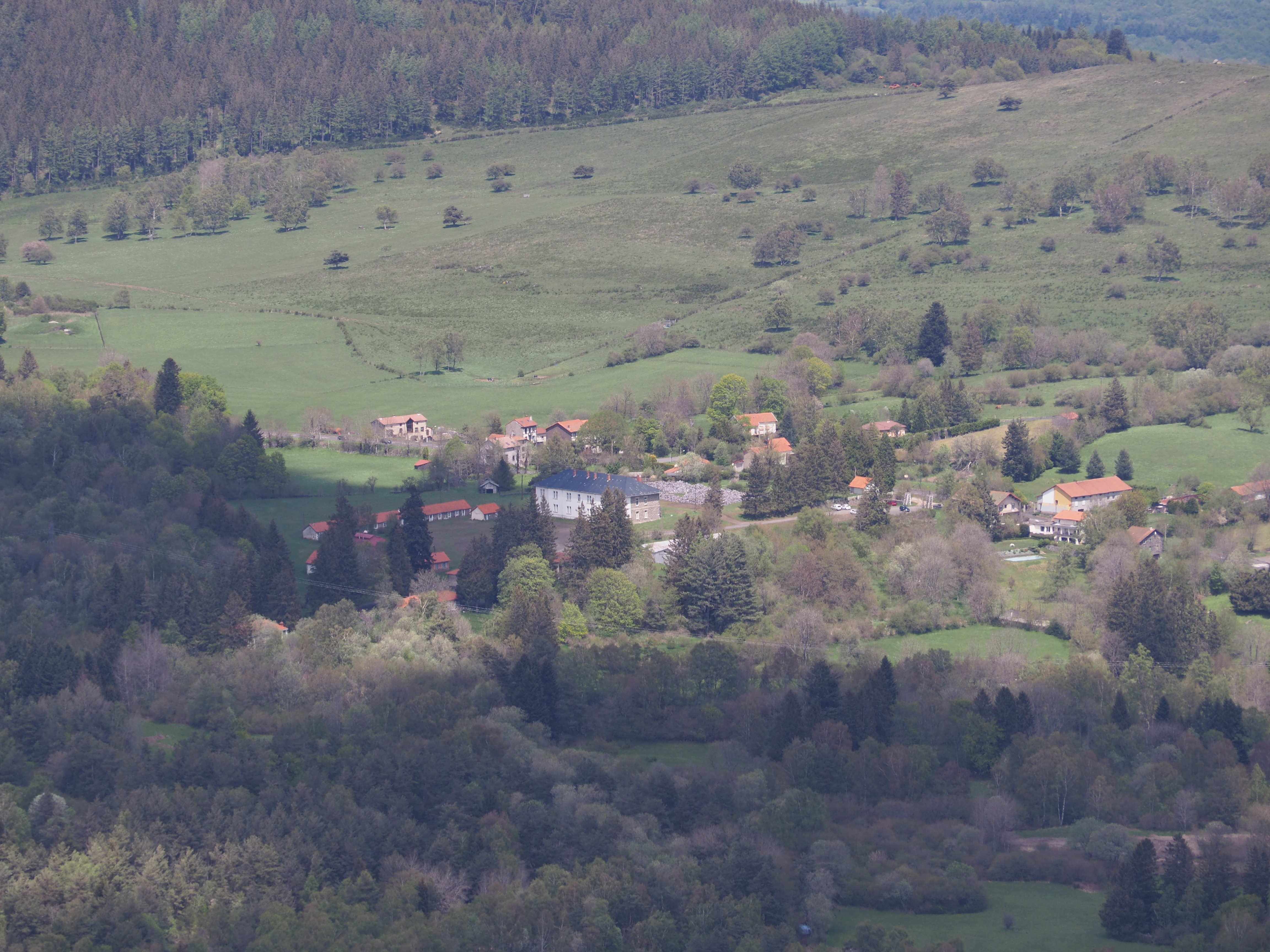
Vue depuis le Puy de Dôme sur la partie ancienne du camp.

Cette même année, le 05 décembre 1896, le ministère de la Guerre décide d’abandonner le camp, car « il ne réunit pas toutes les conditions désirables à l’instruction ». Par cette expression, l’exécutif sous-entend les problèmes liés à la dimension des terrains de manœuvres, trop réduits pour certains exercices. Les demandes d’augmentation de la redevance annuelle payée aux habitants pour les gênes occasionnées les incitent également à émettre cet avis. Cette décision suscite l’incompréhension et la mobilisation générale de la population et des élus locaux, qui mettent en avant les retombées économiques pour la région ainsi que les coûts engagés pour la construction du camp. 
Ces arguments finissent par convaincre l’armée qui décide finalement de conserver le camp et repousse la création de celui de Bourg-Lastic, site plus propice à des exercices de grande ampleur. Le camp reste tout de même abandonné pendant près de quatre ans et voit le retour des militaires en 1901. Il sera de nouveau délaissé sous Fallières, entre 1909 et 1912.

### Première Guerre mondiale
Le polygone d’artillerie de la Fontaine du Berger, comme il est couramment nommé, s’agrandit progressivement à l’approche de la Première Guerre mondiale. Les conditions de vie s’améliorent et certains des baraquements en bois très rudimentaires laissent place à des constructions maçonnées. Des écuries, une cantine, des espaces de stockage et un poste de police sont construits. 
En 1917, le camp est largement agrandi à la suite de sa saturation. Une seconde partie d’une superficie de huit hectares s’implante de l’autre côté de la route départementale, à l’est, et permet de pallier la multiplication des tentes. Au début du conflit, il sert de camp de réfugiés et abrite jusqu’à mille prisonniers et suspects allemands avant que ces derniers ne soient conduits à La Courtine, Aurillac, Cahors ou encore Le Puy. En 1921, le camp est le seul de la 13e Région à pouvoir abriter des militaires. Trois ans après, en 1924, il accueille sous l’impulsion de Gilbert Sardier la création d’un stade aérien de vol plané.
La période de l’entre-deux-guerres marque l’apogée du camp. Cuisine (1932), bâtiment des troupes (1932) et logements des officiers (1938) sont progressivement édifiés pour compléter les infrastructures existantes de l’emprise militaire. En 1937, il possède alors une capacité maximale de près de 1500 soldats et 500 chevaux répartis comme suit : 62 officiers, 224 sous-officiers, 1192 hommes du rang et 488 chevaux. Le logement des troupes s’effectue seulement en partie sur le site, la plupart des hommes étant hébergés chez les villageois dans la quinzaine de villages et hameaux alentour. 
À cette époque, des régiments venant de toute la France effectuaient des formations au tir, au combat ou à l’orientation, sur des périodes allant de deux semaines à plusieurs mois. Ces unités étaient placées sous la responsabilité d’un commandant de camp et d’un commandant d’armes quand plusieurs régiments s’y trouvaient en même temps.
Le site a donc joué un rôle important dans le développement économique local grâce notamment à l’hébergement de soldats (capacité totale des villages de 1400 hommes environ), la vente de vivres, les bars et restaurants ou encore les dédommagements liés aux exercices de tir et payés aux paysans par le ministère de la Guerre. 
Concernant les moyens d’instruction, le camp était entouré de deux champs de tir de 600 m, destinés pour l’un au combat et l’autre aux engins d’accompagnement. Un troisième de 1200 m était utilisé pour le combat. Ces trois espaces d’entraînement se trouvaient à quelques minutes à pied du camp, l’axe de tir se situant au sud-est du puy de Pariou.

### Seconde Guerre mondiale
Pendant la Seconde Guerre mondiale, le camp est utilisé dans le cadre des Chantiers de la Jeunesse. La période d’après-guerre est rapidement marquée en 1954 par la guerre d’Algérie. En 1956, le gouvernement français décide de rappeler près de 70 000 soldats pour doubler les effectifs militaires sur le sol algérien. Le camp participe à cette mobilisation et voit la création d’un nouveau bataillon, le Ier du 22e régiment d’infanterie, composé de 820 militaires à son départ du camp en juin 1956. En mai de cette même année, de très nombreuses manifestations de rappelés éclatent partout en France. Le camp n’échappe pas à cette vague de contestation et le 28 mai 1956, une grande révolte a lieu pour contester l’autorité. Malgré son ampleur, l’affaire est rapidement étouffée. L’année suivante marque le début des formations de l’armée de l’Air à la Fontaine du Berger, les premiers tirs y sont réalisés dans la Chaîne des Puys.

### Abandon
Les années passent, la fréquentation du camp diminue progressivement jusqu’en 1994, année de sa fermeture. Celle-ci intervient à la suite des diverses réformes visant à restructurer profondément l’armée. L’Etat décide de réductions budgétaires qui se traduisent notamment par l’abandon de nombreuses emprises foncières ou encore par la suppression du service militaire cette même année. Plusieurs raisons expliquent que l’Etat ait décidé d’abandonner le polygone de la Fontaine du Berger. Premièrement, l’essor du tourisme et des activités de loisir à la fin du XXe siècle qui augmentent la fréquentation de la Chaîne des Puys et donc les conflits entre militaires, riverains et touristes. Deuxièmement, sa proximité avec le camp de Bourg-Lastic qui possède des avantages indéniables en matière d’espace de manœuvre avec à disposition des centaines d’hectares de landes inoccupées.
Le 92e régiment d’infanterie qui y a pendant longtemps entraîné ses troupes au tir, au combat et à l’orientation se voit amputer de son terrain d’entraînement. Malgré tout, des activités militaires continuent de s’y dérouler pendant de nombreuses années dont, entre autres, les cross régimentaires.
Aujourd’hui, la partie « ancienne » du site est majoritairement désaffectée. Seule la famille de l’ancien gardien du camp y vit. Les hangars sont utilisés comme entrepôt par la mairie d’Orcines et l’espace à l’arrière des baraquements comme pâturage en saison. La seconde partie, située à l’est de la route départementale, est utilisée périodiquement comme lieu d’accueil de colonies de vacances et de SNU par l’Institut de Gestion Sociale des Armées (IGESA).

## Personnalités
Plusieurs personnalités tels que le maréchal Pétain, les généraux Percin et Ottenbacher ou encore Henri d’Orléans sont passées au camp de la Fontaine du Berger. Parmi elles, Eugène Bullard, véritable héros national.
La vie de ce dernier fut marquée par le racisme, cela constituera notamment la cause de son arrivée au camp de la Fontaine du Berger. Fin 1917, il est déclaré inapte au vol sous le prétexte d’une bagarre et est envoyé servir à Orcines. Il arrive au camp en août 1918 en tant que sergent du 170e régiment d’infanterie pour former les jeunes recrues locales avant qu’elles ne soient envoyées au front. Il quitte l’Auvergne au printemps 1919 à la suite de sa démobilisation.

## Avenir du site
En 2014, la partie ancienne du camp est rachetée par la mairie au ministère des Armées via l’Établissement Public Foncier du Syndicat Mixte d’Action Foncière du Puy-de-Dôme (EPF SMAF). La municipalité s’offre définitivement le camp en 2016, en le rachetant à l’organisme gouvernemental pour la somme de 220.000 euros.
Cette acquisition s’inscrit dans une volonté de valorisation du site, la commune étant consciente de son important potentiel. Dans l’optique de suivre les recommandations du Schéma de Cohérence Territoriale (SCoT), celle-ci envisage de lancer une consultation publique pour développer un projet à vocation touristique. Ces choix concernant l’avenir du camp font débat au sein de la population Orcinoise et plus particulièrement du conseil municipal. L’opposition s’inquiétant du manque de transparence sur le sujet et du manque d’implication des habitants dans le processus de réflexion du projet.
Ces différentes prises de positions et désaccords illustrent l’importance du sujet et posent question. L’abandon par l’Etat de nombreux sites militaires à partir de la fin du XXe siècle a confronté bon nombre de communes de petite taille à des interrogations quant à l’avenir de ces friches. Et ce, malgré la création de la Mission pour la Réalisation des Actifs Immobiliers (MRAI), de Plans Locaux de Redynamisation (PLR) ou encore de Contrats de Redynamisation de Site de la Défense (CRSD). La ville d’Orcines n’échappe pas à cette tendance et se retrouve sans doute aujourd’hui avec le plus vaste projet foncier qu’elle ait eu à gérer de son histoire. 
L’implication, et l’intérêt pour le site, dont elle a fait preuve dès 2014 est un acte courageux dans le sens où il illustre une réelle volonté de s’impliquer dans le processus d’évolution du site. Reste à savoir ce qu’il va maintenant devenir.

## Enjeux
Le camp de la Fontaine du Berger, par sa situation privilégiée en limite d’un bien Unesco, ainsi que son emprise bâti existante permettant l'implantation d'un projet, est l’objet de spéculations diverses qui ne doivent pas faire oublier la valeur patrimoniale de l’ensemble bâti. Dans l’optique d’un futur projet, l’intérêt du site n’est pas seulement économique ou environnemental mais aussi social. Or, le patrimoine bâti, par l’héritage qu’il matérialise et le lien qu’il entretient avec les populations concernées, peut contribuer à l’appropriation collective et donc participer activement à la production d’une dimension sociale.

### Valeur patrimoniale
En ce qui concerne la valeur d’ancienneté, le camp est fortement représentatif de l’évolution historique des camps militaires. Sa construction ainsi que son agrandissement et sa fermeture interviennent au moment des grandes réformes de l’époque. Concernant la valeur d’authenticité, le polygone d’artillerie a subi de nombreuses modifications plus ou moins néfastes dans le sens où elles nuisent à l’ensemble par la qualité des matériaux, le style architectural ou encore l’emplacement des nouvelles constructions. Tout cela altère la lisibilité de l’ensemble, ce qui contribue à diminuer le capital d’authenticité.
Pour finir, la valeur de significativité est au même rang que l’ancienneté, un facteur renforçant la valeur patrimoniale du camp. Elle se traduit par plusieurs typicités et singularités. A l’échelle de l’ensemble, le site est représentatif des camps militaires français par sa situation géographique, ses nombreux programmes typiques ainsi que son style architectural militaire. A l’échelle du bâti, certains édifices tels que la baraque nord, le bâtiment des troupes ainsi que le mess et le bâtiment destiné au logement des officiers, possèdent des typicités et singularités non-négligeables.

#### Baraque nord

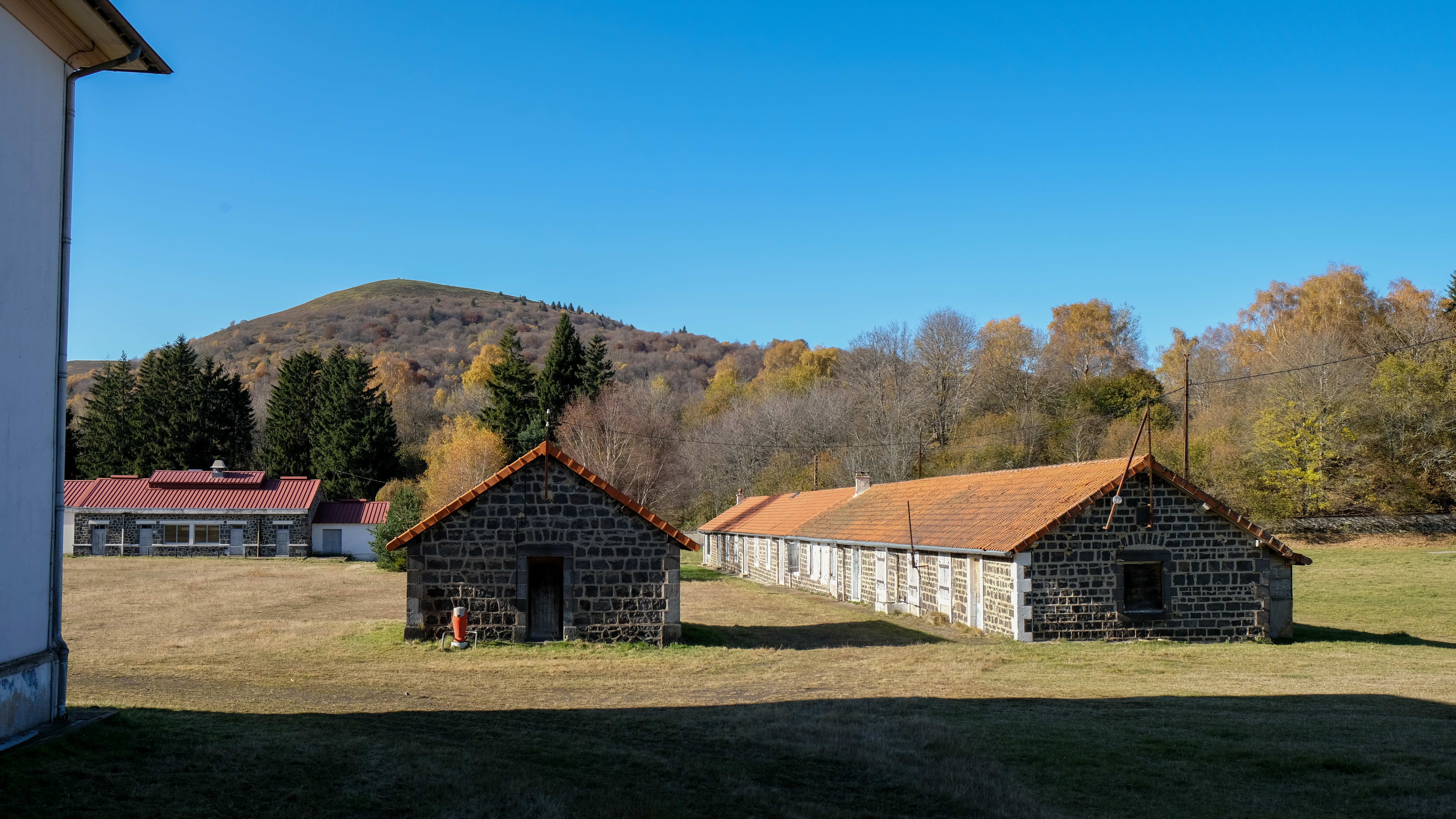
Baraquement partie ancienne du camp de la Fontaine du Berger

Au camp de la Fontaine du Berger, l’abandon des tentes au profit des baraques répond à l’évolution des normes de salubrité mais également à l’évolution des techniques de construction militaires dont la préfabrication fait partie. Cette dernière technique permet une rapidité de mise en œuvre des baraques par l’utilisation de portiques et de panneaux en bois. L’emploi de la pierre pour construire les baraques au sein du polygone d’artillerie orcinois interviendra au tout début du XXe siècle, celle-ci possédant une meilleure inertie thermique et étant plus pérenne que le bois.
Le camp d’entraînement orcinois est aujourd’hui constitué de deux baraques, l’une intègre construite dans les années 1890 et l’autre raccourcie résultante de l’évolution du camp, construite au début du XXe siècle. 
D’un point de vue constructif, comme le préconise le Cahier des clauses et conditions générales imposées aux entrepreneurs de travaux, bon nombre de matériaux étaient issus de la région et choisis parmi les plus qualitatifs. La pierre provenait de Volvic, les pins et mélèzes de la région de même que les sables et briques. Les autres matériaux étaient français à l’exception des sapins rouges du Nord qui eux étaient importés de Norvège, Suède ou Russie. L’édification des baraques, typique de l’époque, était pensée pour être la plus rapide possible sans toutefois rivaliser avec les temps de mise en œuvre des baraques Prouvé ou Adrian. 
Les soldats participaient à la construction de leurs logements. Une fois le soubassement en moellons de type Volvic réalisé, il suffisait de venir y sceller des portiques en bois préfabriqués pour ensuite y plaquer des panneaux en bois également préfabriqués, composés de planches verticales. La couverture en tuiles plates mécaniques pouvait finalement être installée pour coiffer le tout et assurer la mise hors d’eau.
Pour pallier la faible inertie thermique du système constructif ainsi que les problèmes liés à l’engouffrement du vent, les baraques en bois ont été progressivement remplacées par des constructions maçonnées en pierre de Volvic.
La baraque nord, la plus ancienne, s’inscrit dans un plan rectangulaire de 68 m de long par 7 m de large. La façade principale est orientée sud pour réduire l’exposition aux vents d’ouest. Contrairement à bon nombre d’édifices militaires, la symétrie n’y est pas de rigueur, on trouve quatre types d’ouvertures réparties à première vue aléatoirement en façade. La maçonnerie est constituée de moellons en pierre de Volvic, la couverture de tuiles mécaniques petit moule en terre cuite. Les chaînages harpés ainsi que les chambranles sont en pierre de taille type Volvic également.
Malgré une construction en pierre pérenne et peu évolutive, certains aspects du bâtiment ont été pensés pour être modulables notamment le système de baies qui offre la possibilité de convertir rapidement les portes en fenêtres grâce à une allège en béton ou encore les espaces intérieurs simplement cloisonnés tolérant une grande modularité, ce qui est rendu possible grâce à la faible largeur de la baraque permettant d’éviter les murs de refend.
En ce qui concerne les espaces intérieurs, la baraque a été convertie fin XXe siècle en chambres froides ce qui ne rend pas lisible le plan de l’époque. On retrouvait des pièces traversantes et une circulation latérale permettant d’optimiser l’espace disponible au couchage et d’évacuer rapidement le bâtiment.

#### Bâtiment des troupes

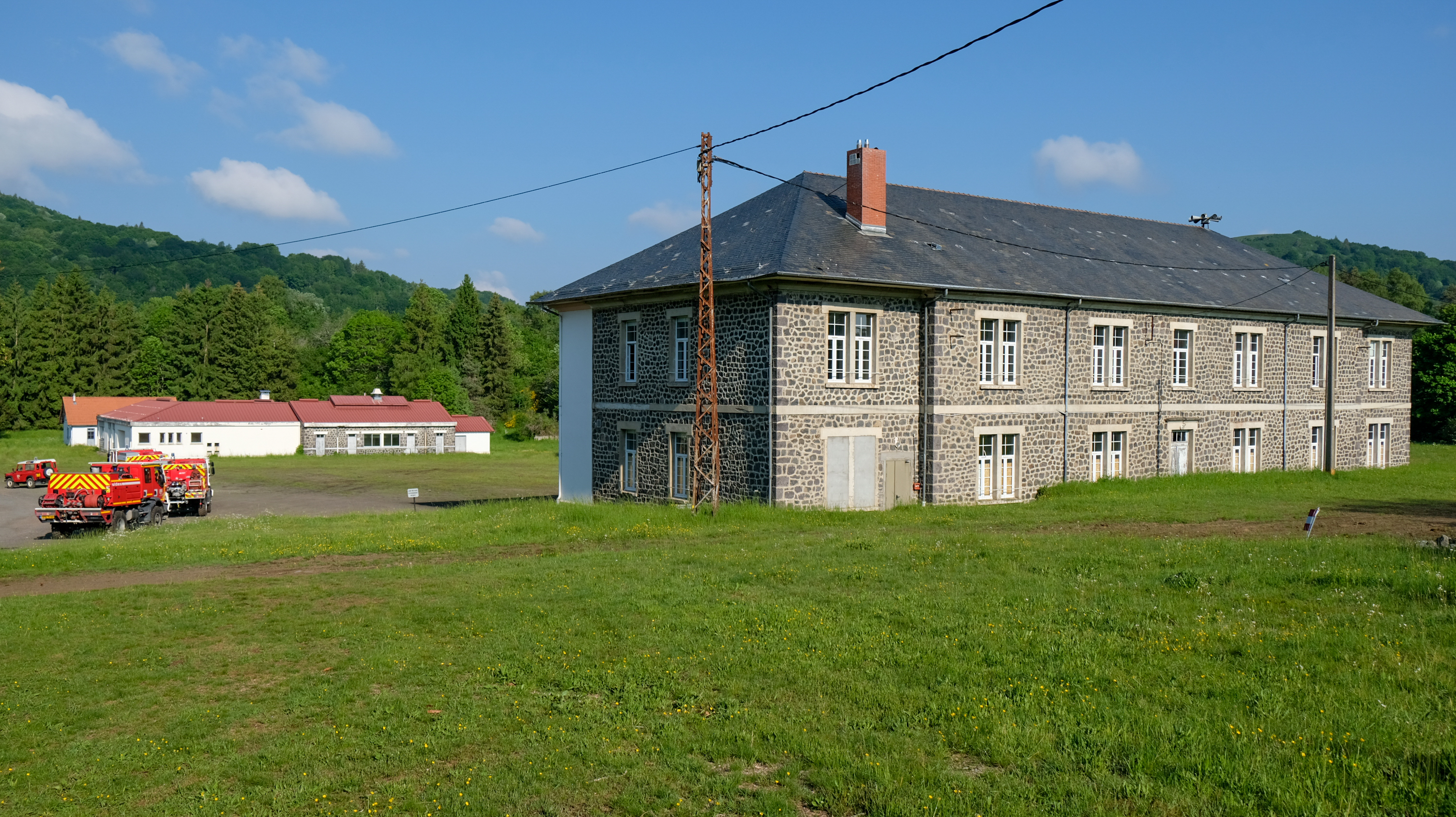
Bâtiment des troupes

L’année 1932 est marquée par la construction du bâtiment des troupes. Haut de plus de 13 m et large de 43 m, cet édifice sera le plus imposant construit au sein du polygone d’artillerie orcinois. Il marque un tournant dans l’évolution du camp, les hommes du rang quittant progressivement les baraques pour y être logés en partie. En plus des huit dortoirs, l’édifice abrite également une armurerie, des chambres pour les sous-officiers ainsi que des douches et toilettes.
Son plan rectangulaire et son apparente sobriété correspondent aux convenances militaires de l’époque. La symétrie y est de mise, les ailes nord et sud sont similaires en plan et en façade. Une toiture quatre pans en ardoise, ajoutée en 1968, coiffe l’ensemble en remplacement d’une toiture terrasse.
L’édifice dégage une certaine massivité, caractère donné en façade par le rythme des baies jumelées avec linteau béton retourné, la maçonnerie en pierre de Volvic en opus incertum (apparente en façade ouest et enduite d’un ciment blanc en façade est) ou encore grâce aux bandeaux en béton soulignant les dalles des différents niveaux. Un avant-corps central est également présent pour mettre en évidence le volume principal de l’édifice, destiné aux chambres des soldats.
Le plan est typique des bâtiments de troupes de l’époque, comme le démontre un document issu du cours de construction du capitaine Légier. On retrouve exactement le même au camp de Bourg-Lastic. Rez-de-chaussée et premier étage similaires, desservis par une circulation latérale et une circulation verticale centrale. L’aile nord abrite l’armurerie, la partie centrale est occupée par les chambres des soldats, rendues traversantes par des fenêtres de second-jour et l’aile sud est destinée aux douches et sanitaires.
L’édifice a dans son ensemble très peu évolué depuis sa construction. Hormis l’ajout de la toiture quatre pans, la mise aux normes incendie et des modifications apportées dans les pièces d’eau, il n’a subi aucune intervention importante nuisant à sa lisibilité.

#### Logement des officiers

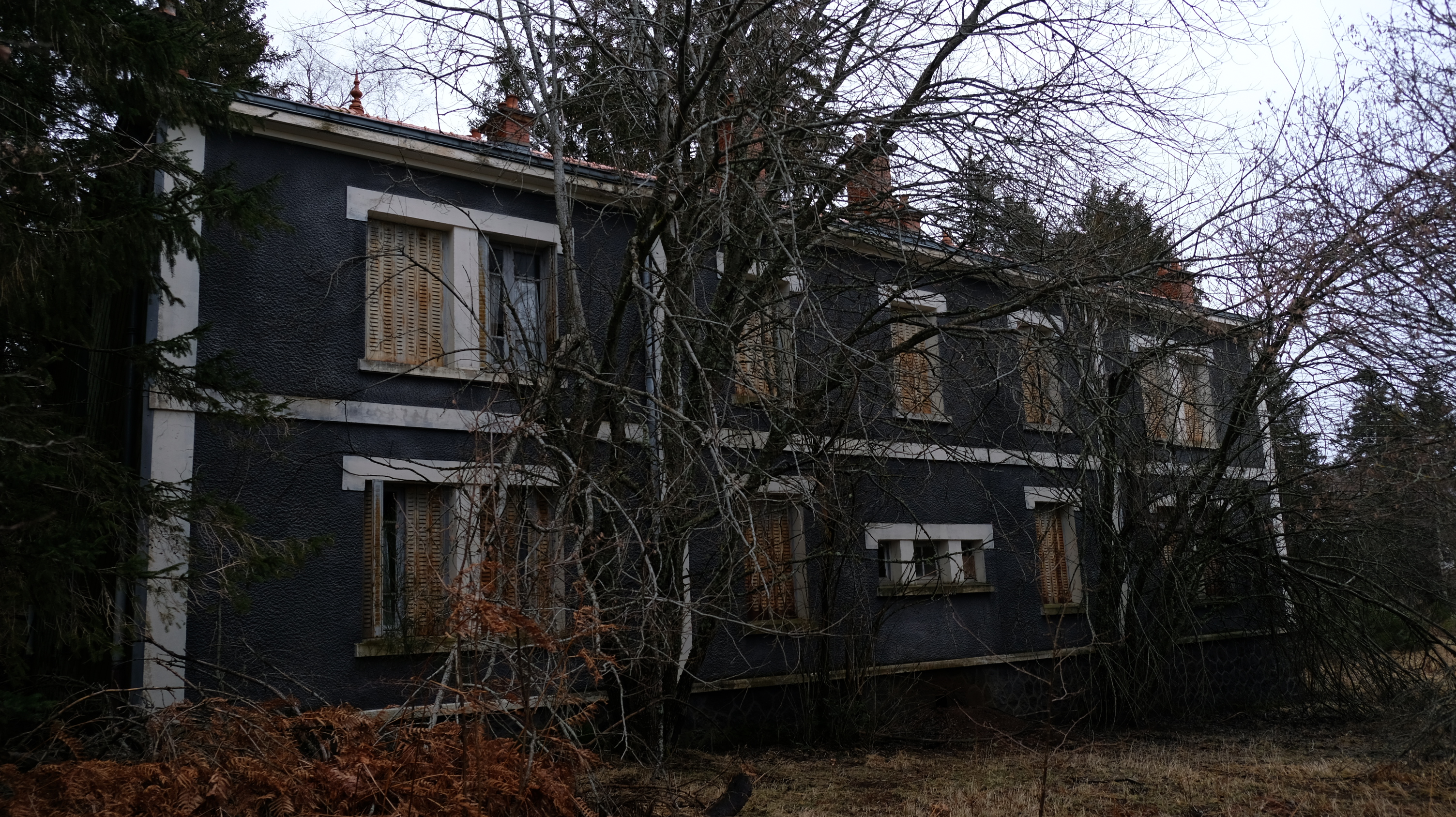
Façade sud logement des officiers

En 1938, quelques années après la construction du bâtiment des troupes, le camp se voit doter d’un nouveau bâtiment destiné au logement des officiers supérieurs. Situé à l’écart, il se distingue par son enduit granuleux noir, tranchant avec le blanc des encadrements, chaînages et bandeaux
L’allure sobre et élégante de l’édifice, de même que son plan, ne sont pas sans rappeler les bâtiments de casernement type Vauban et plus particulièrement le pavillon d’officiers de la caserne de Montdauphin (1694-1701). En façade, on retrouve des proportions ainsi qu’un rapport pleins-vides similaires. En plan, le même schéma est répété : une circulation centrale qui dessert les chambres flanquées de part et d’autre par les pièces de service en pignon (toilettes et douche).
Le pignon ouest est bardé de plaques de fibrociment, destinées à protéger l’édifice des vents violents. Normalement en ardoise, ce traitement de façade est typique de la région. Au sein du camp, on le retrouve également sur le magasin ainsi que sur l’extension destinée à la restauration des troupes.

#### Mess des officiers

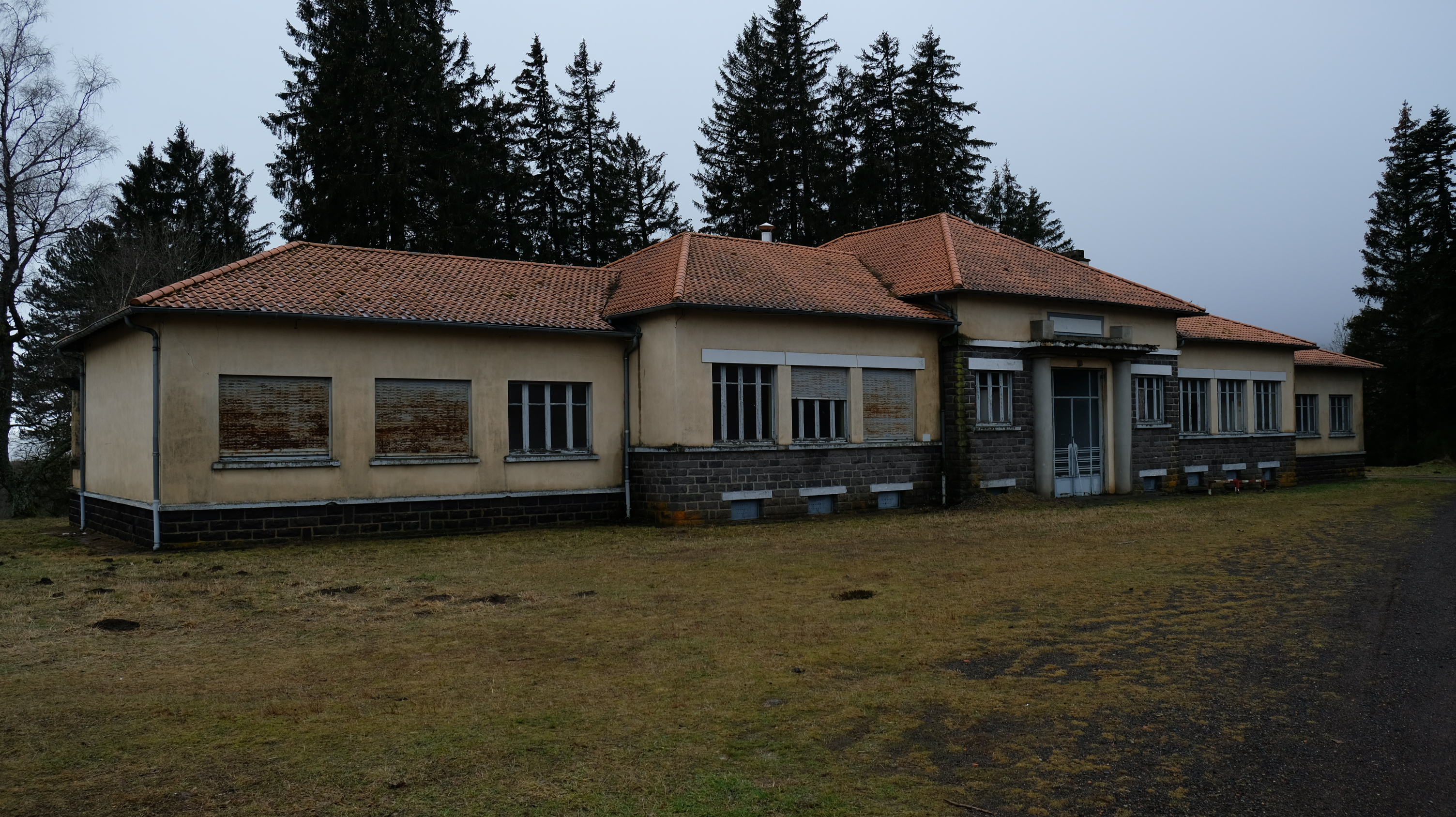
Façade principale mess des officiers

Cet édifice fut construit entre 1940 et 1946 en lieu et place de l’ancien logement des officiers. C’est sans doute le bâtiment le plus singulier du camp par sa volumétrie et ses nombreuses ornementations. Les façades nord et sud sont pourvues de trois avant-corps mettant en exergue la répartition des espaces intérieurs. Cette volumétrie singulière coûteuse répond malgré sa complexité à une logique fonctionnaliste que l’on retrouve également de manière plus conventionnelle sur l’ensemble du camp (volumétries simples et avant-corps moins prononcés). 
La toiture complexe par ses différences d’altimétrie vient accentuer la séparation des volumes. L’entrée principale est soulignée par un auvent flanqué de deux colonnes. On en retrouve d’autres, jouant le rôle de pergolas, sur les terrasses à l’arrière du bâtiment. Le soubassement de l’édifice est constitué d’un appareillage à bossage rustique en moellons assisés type Volvic.
Il n’existe pas de typologie propre aux mess des officiers. Cependant, ceux-ci sont généralement, au même titre que leurs logements, construits à l’aide de matériaux de qualité et plus richement décorés que les autres bâtiments des camps et casernes. 
Au contraire des trois édifices étudiés précédemment, la significativité du mess de la partie « ancienne » du camp de la Fontaine du Berger réside dans sa singularité. Sa volumétrie atypique ainsi que ses nombreuses ornementations (sols, auvent, pergolas...) font contresens aux convenances générales du service du Génie et contribuent donc à rendre ce bâtiment unique et atypique.
Une chronique parue dans le bulletin du Club Alpin Français présentant un récit de voyage en Chaîne des Puys, révèle un intérêt touristique pour l’ancien mess et plus particulièrement pour ses peintures murales. C’est sans doute le seul document écrit jusqu’à aujourd’hui qui témoigne d’un intérêt particulier lié à la singularité propre à un bâtiment composant le camp.

### Valeur paysagère
Le camp de la Fontaine du Berger entretient un rapport particulier avec son environnement naturel. 
Par le choix de son emplacement et l’époque où il a vu le jour, le camp est un témoin des logiques d’insertion urbaines en Chaîne des Puys. L’anthropisation de ce territoire ne peut être réduite aux bourgs, fermes et villages présents dans la zone. Le passé militaire est une composante révélatrice des modes de vie locaux. Il participe à l’hétérogénéité et à l’esthétique caractéristique des paysages de la Chaîne des Puys dans le sens où il illustre un usage singulier de ce territoire patrimonialisé.
La frugalité militaire, si elle participe à la production de qualités architecturales propres à intégrer le camp dans le champ du patrimoine, produit également une logique d’insertion paysagère particulière grâce à la mise à profit du territoire. L’implantation des édifices répond avant tout à une logique fonctionnelle, mais affecte le paysage de manière singulière. L’urbanisation que la parcelle a subie, se révèle aujourd’hui au service du site. Le camp vient créer une respiration dans la forte densité végétale et met en valeur la topographie environnante.

## Projets

### Actif Massif
Actif Massif est un projet initié en 2015 par Rémi Jallon. Il a été imaginé dans l’optique de rendre la partie ancienne du camp attractive et « se positionne sur les secteurs du tourisme et du sport-nature ». Il propose un ensemble de programmes articulés autour de cinq activités : le tourisme, le sport, l’agriculture, l’entreprenariat et l’accessibilité.
Le plan masse du projet témoigne de l’importante conservation bâtie dont le camp fait l’objet. Seuls le bâtiment des troupes, le poste de garde et les hangars sont supprimés. La majorité des usages projetés répond aux usages passés, à l’exception du mess des officiers qui se destine à recevoir des espaces de bien-être et une maison du pastoralisme. La place d’armes perd grandement son caractère par l’ajout d’une extension faisant lien entre les deux baraques et la destruction du bâtiment des troupes au profit d’un parking affirmé par sa forme carré rompant avec le tracé orthogonal du camp.
En 2017, malgré le charme et l’engouement dont le projet a été l’objet auprès d’une partie de la population, « certains élus et acteurs locaux » l’ont écarté pour cause d’incompatibilité avec le site. Si le centre multi-activités porté par Rémi Vallon n’a pas été retenu, il aura au moins apporté une réponse concrète permettant de faire avancer le débat au sujet de l’avenir du site.

### Autres
À la suite du rachat de la partie « ancienne » du camp par la mairie, d’autres projets ont été proposés tels que le Quantum Volcanic Resort (musée du fromage, restaurant gastronomique...) ou encore un centre aéré. Aujourd’hui, aucune décision n’a été prise quant au futur projet que le camp accueillera.

## Etudes
Le camp a fait l'objet de plusieurs études notamment de travaux d'étudiants en architecture tels qu'un Travail Personnel de Fin d'Etudes (TPFE) réalisé par Nicolas Foltran en 2001, ou encore d'un Projet de Fin d'Etudes (PFE) réalisé par Camille Vinas en 2018. 
Il est également le sujet d'un Mémoire de Fin d'Etudes questionnant le site, soutenu en janvier 2022 par Louis Théron. Ce travail vise à démontrer la valeur patrimoniale de l'ensemble architectural ainsi que la relation forte qu'entretient le camp avec la Chaîne des Puys. Cela dans l'optique d'apporter des éléments de prise de décisions quant à l'avenir du site et plus particulièrement du bâti. 